# Слободан Јанковић (фудбалер, 1981)
Слободан Јанковић (Ваљево, 29. августа 1981) бивши је српски фудбалски голман. Тренутно је запослен на месту тренера голмана у Напретку из Крушевца.

## Трофеји и награде
Младост Лучани
- Прва лига Србије: 2013/14.[6]

Напредак Крушевац
- Прва лига Србије: 2015/16.[7]